# Castillos (ciudad)

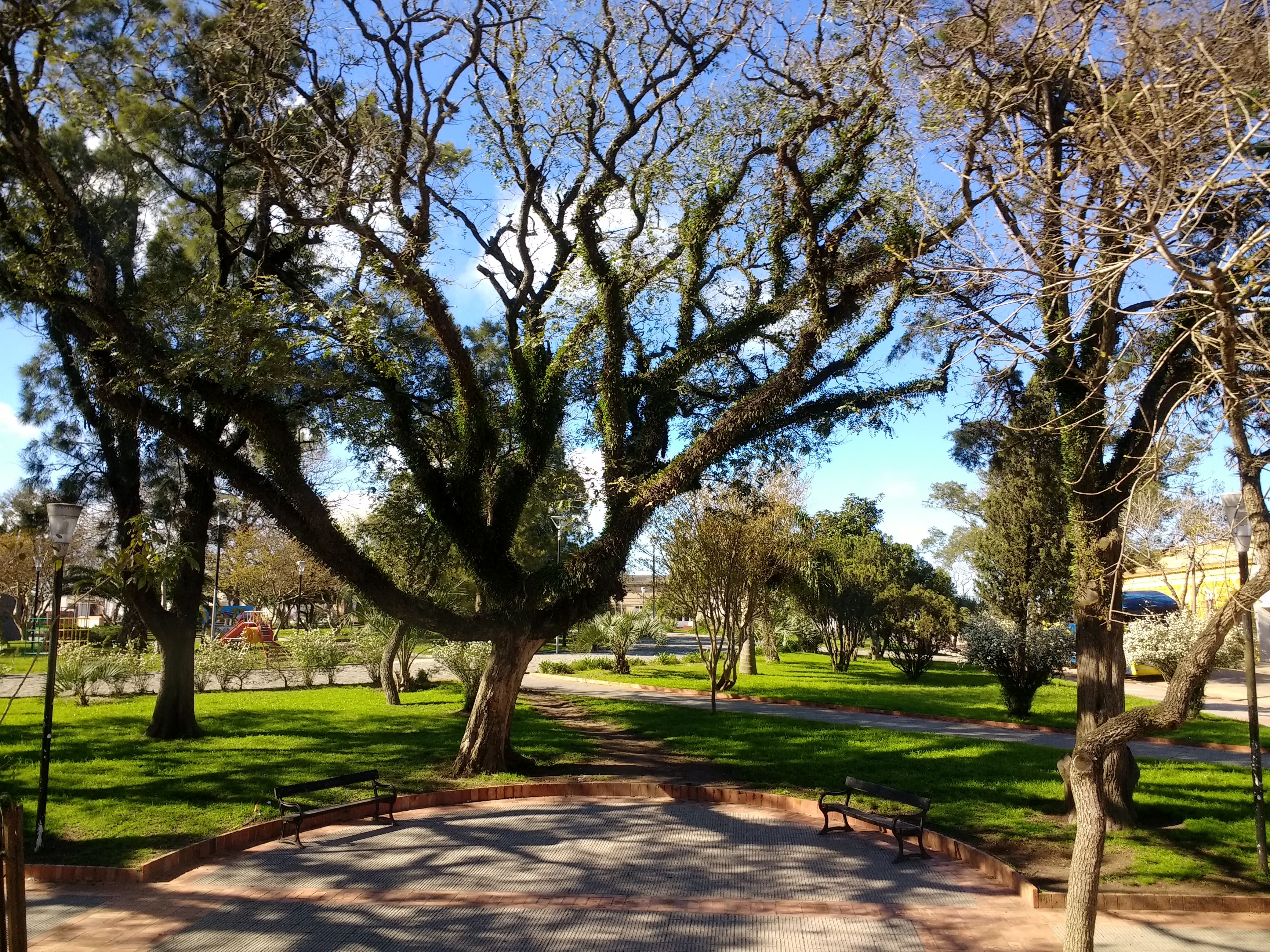
Castillos

Castillos es una ciudad uruguaya del departamento de Rocha, y es sede del municipio homónimo.

## Geografía
Se encuentra ubicada al este de la capital departamental Rocha sobre el kilómetro 267 de la ruta 9 y en la intersección de esta ruta con la 16. Es el tercer centro poblado del departamento con 7.541 habitantes.

## Historia
Su nombre original era San Vicente de Castillos. La tradición del lugar considera como fecha de fundación el 19 de abril de 1866, día que, en recordación del desembarco de los Treinta y Tres Orientales en la playa de la Agraciada, se colocó la piedra fundamental de la capilla del pueblo. Su fundador fue Hermógenes López Formoso.
El 3 de mayo de 1909 la localidad se elevó a la categoría de villa, mientras que el 3 de noviembre de 1952 recibió la categoría de ciudad.
El 3 de julio de 1944 nació por iniciativa popular el liceo "José Aldunate Ferreira", el cual hasta la fecha es el único liceo de la localidad. El mismo lleva el nombre del ingeniero que impulsor de la idea, quien un día cualquiera sentado en un bar observaba a los jóvenes deambular y sintió que en la Villa Castillos se estaba haciendo imprescindible un centro de estudios para ellos.
El 15 de marzo de 2010 debido a la ley 18 653 se creó el municipio de Castillos. Comprende el distrito electoral EDC del departamento de Rocha.

## Población
Según el censo del año 2023 la ciudad contaba con una población de 7715 habitantes.
| 3896          | 5957 | 7260 | 6836 | 7346 | 7649 | 7541 | 7715 |
| (Fuente: INE) |      |      |      |      |      |      |      |

## Economía
Dentro de las principales actividades económicas de la zona de Castillos se destaca el turismo, debido a su cercanía con la costa oceánica y los balnearios de Aguas Dulces, Valizas y Cabo Polonio. El rubro de la hostelería se intensifica en enero y febrero debido a la sobre demanda y altos costos que tienen zonas como Aguas Dulces en esas fecha.  El ecoturismo también es importante, ya que se trata de una zona de palmares y bañados. Complementando estas actividades están la agricultura y la ganadería.

## Atractivos
Se la conoce como la ciudad butiacera, nombre dado por el fruto de la palmera butia capitata que madura en el mes de abril y es utilizado para elaborar licor de butiá.
Un dato curioso es la cantidad de panaderías existentes en la ciudad, que elaboran productos de excelente  calidad, siendo muy apreciados por el público local y pueblos aledaños.
Castillos se destaca además por el arte; en la ciudad existen más de 30 pinturas que adornan las fachadas de casas y muros, los cuales fueron pintados en el año 2001 por artistas locales con la colaboración de muchas personas que adhirieron a la iniciativa. La obra fue declarada de interés departamental y nacional.
En las cercanías se encuentra la laguna de Castillos con una superficie de 8.000 hectáreas. En ella habita una de las poblaciones más importantes de cisnes de cuello negro del país y cinco especies de patos poco comunes en Uruguay. Los ombúes que la circundan conviven con talas, ceibos, espinillos y arrayanes. Entre otras especies, se destaca la envira, una planta con la que los indígenas se hacían ligaduras cuando eran mordidos por las víboras venenosas.

## Temporada
Debido a que una de las principales actividades económicas de la ciudad es el turismo, tienen una denominación propia para las fechas que presentan mayor afluencia de turistas, ésta es "Temporada". En la misma, una gran cantidad de castillenses emigran hacia otros balnearios de la zona para trabajar o tomarse unas vacaciones. Esta época generalmente abarca desde el 15 de diciembre al 28 de febrero aproximadamente.

## Personas destacadas
- Leonardo Olivera, militar uruguayo, "León del Este" por dos veces reconquistador de la Fortaleza de Santa Teresa, Participó en Revolución Oriental, Cruzada Libertadora, Guerra del Brasil, Guerra Grande
- Joaquín Zeballos, futbolista. Jugador de Montevideo City Torque.
- Maximiliano Noble, futbolista. Jugador de Albion Football Club.
- Damian Sire, Google Developer Expert, creador de talk-engagement-tool, experto mundial en programación.